# Старчево (Любуське воєводство)
Старчево (пол. Starczewo) — село в Польщі, у гміні Добеґнев Стшелецько-Дрезденецького повіту Любуського воєводства.
Населення — 73 особи (2011).
У 1975-1998 роках село належало до Гожовського воєводства.

## Демографія
Демографічна структура станом на 31 березня 2011 року:
|          | Загалом | Допрацездатний вік | Працездатний вік | Постпрацездатний вік |
| -------- | ------- | ------------------ | ---------------- | -------------------- |
| Чоловіки | 39      | 5                  | 30               | 4                    |
| Жінки    | 34      | 6                  | 20               | 8                    |
| Разом    | 73      | 11                 | 50               | 12                   |